# Die Wolke

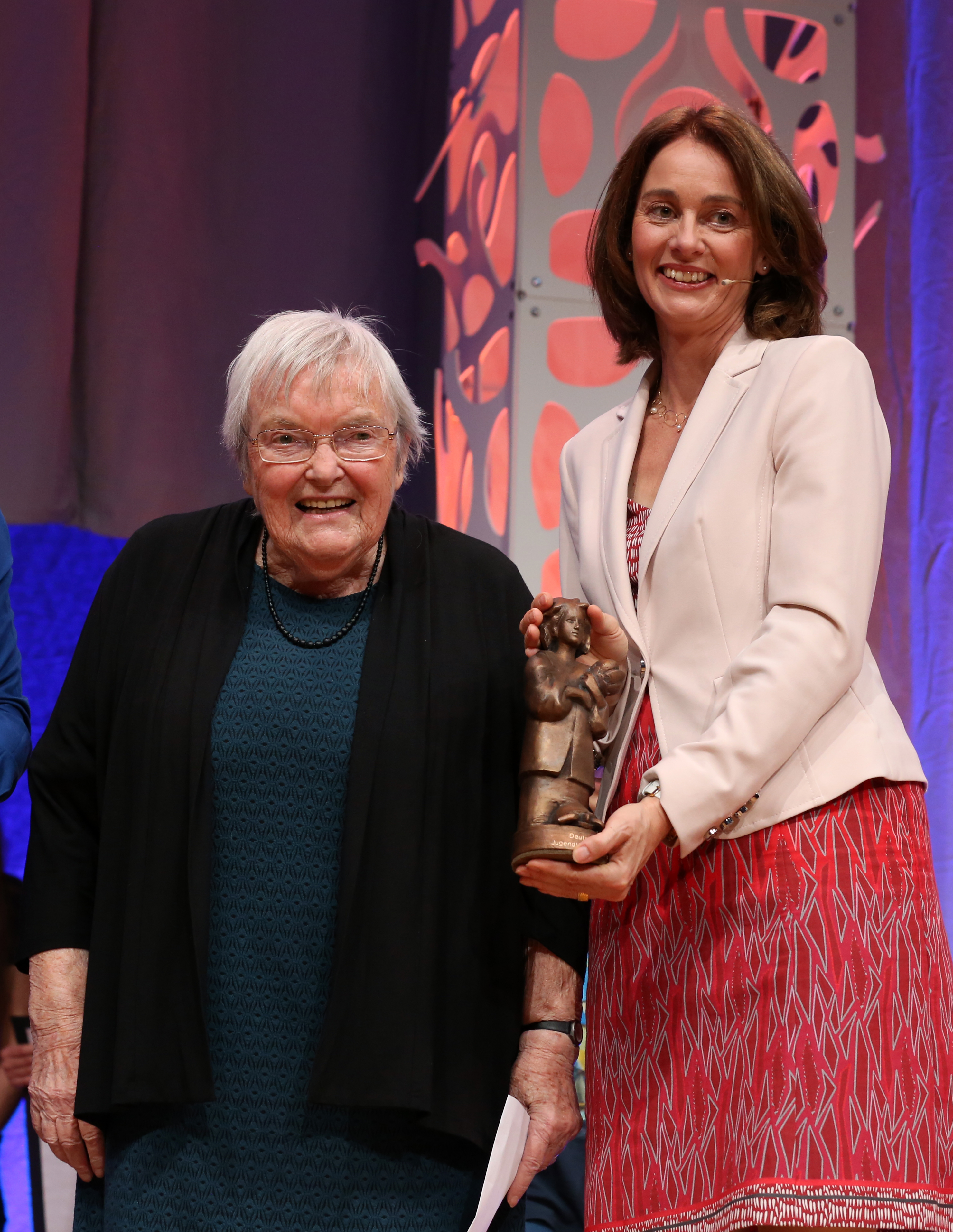
Gudrun Pausewang beim Jugendliteraturpreis 2017 (links)

Die Wolke ist ein 1987 erschienener Jugendroman von Gudrun Pausewang, in dem das fiktive Schicksal der 14-jährigen Janna-Berta erzählt wird, die durch einen Reaktorunfall zu einem Strahlenopfer wird. Der Roman erschien ein Jahr nach der Nuklearkatastrophe von Tschernobyl. Er wurde im Jahr 2006 unter dem gleichen Titel verfilmt.

## Hintergrund
Pausewang versucht darzustellen, was passieren könnte, wenn sich ein Super-GAU wie die Nuklearkatastrophe von Tschernobyl (1986) in Westdeutschland ereignen würde. Als „Vorwort“ steht eine Anzeige eines Kollektivs von sieben Menschen, die ursprünglich in der Zeit veröffentlicht wurde, sich mit den Folgen des Reaktorunfalls von Tschernobyl und der Informationspolitik befasst und die daraus resultierenden Ängste innerhalb der westdeutschen Bevölkerung schildert.

## Handlung
Völlig unvorbereitet werden Janna-Berta und alle anderen Schüler und Lehrer in der Schule von einem Katastrophenalarm überrascht, der wegen eines schwerwiegenden Reaktorunfalls im Kernkraftwerk Grafenrheinfeld ausgelöst wurde. Es bricht Panik aus. Janna-Berta flieht erst einmal nach Hause (Schlitz bei Fulda), wo ihr Bruder Uli bereits als einziger aus der Familie auf sie wartet: Die Eltern befinden sich in Schweinfurt und die gleichfalls im Haus wohnenden Großeltern sind im Urlaub, so dass die beiden auf sich allein gestellt sind. Ihre Tante Almut hatte bereits vor Janna-Bertas Ankunft angerufen und Uli geraten, sich im Keller des Hauses einzurichten, was auch durch Lautsprecheransagen der Polizei empfohlen wird. Als die beiden gerade beginnen, den Keller zu beziehen, ruft jedoch ihre Mutter vom Bahnhof in Schweinfurt aus an, wo sie mit dem jüngsten Bruder Kai auf die Evakuierung wartet. Die Mutter fordert Janna-Berta eindringlich auf, Schlitz zu verlassen. Sie sollen mit den Nachbarn fahren und dann für die nächste Zeit bei ihrer Tante Helga in Hamburg wohnen.
Da aber bereits alle Nachbarn abgefahren sind, flüchten die beiden mit ihren Fahrrädern. Auf den Straßen herrscht Chaos, es kommt zu Mord und Totschlag. Uli stirbt auf der Flucht, als er mit dem Fahrrad stürzt und von einem vorbeirasenden Auto überfahren wird. Die vollkommen schockierte Janna-Berta wird von einer Familie zum Bahnhof der Stadt Bad Hersfeld gebracht. Dort verliert sie im Chaos die Kinder der Familie, auf die sie aufpassen sollte. Immer noch traumatisiert und nicht fähig, rational zu handeln, will Janna-Berta zurück zu ihrem toten Bruder, um ihn zu begraben. Dabei gerät sie in radioaktiven Regen und wird von einer Gruppe Hippies in ihrem Bus mitgenommen, lässt sich aber an der Grenze zur DDR absetzen. Dort irrt sie dann durch eine Lindenallee, lehnt sich über ein Geländer, übergibt sich und bricht zusammen.
Sie findet sich in einem improvisierten Krankenhaus in einem Schulgebäude im Grenzort Herleshausen in Nordhessen wieder, wo sie viel weiteres Leid und Schicksalsschläge miterleben muss, unter anderem den Tod eines türkischen Mädchens, mit dem sie sich angefreundet hatte. Aus Fernsehberichten und den Erzählungen eines Krankenpflegers erfährt sie den ganzen Umfang der Katastrophe. Nach einiger Zeit fallen ihr als Reaktion auf die Strahlung, der sie ausgesetzt war, die Haare aus. Auf ihre Bitte, doch nach dem Schicksal ihrer Angehörigen zu forschen, antwortet das Personal des Notkrankenhauses aber nur ausweichend.
Schließlich wird Janna-Berta selbst in eine Suchkartei aufgenommen, so dass ihre ungeliebte Tante Helga, Schwester des Vaters, aus Hamburg erscheint. Von ihr erfährt Janna-Berta, was man bisher vor ihr verheimlicht hatte: Die Eltern und ihr jüngster Bruder Kai sind tot. Janna-Bertas Vater ist wohl schon am Morgen des Katastrophentages umgekommen, die Mutter und Kai starben wenige Tage später in einem Notkrankenhaus. Allein ihre Großeltern leben noch, da sie sich im Urlaub auf Mallorca befanden, als der Super-GAU passierte. Die Tante weigert sich allerdings, ihnen mitzuteilen, dass von der Familie ihres Sohnes außer Janna niemand mehr lebt, und fordert auch Janna-Berta auf, bei diesem Spiel mitzumachen. Helga will die Großeltern auffordern, möglichst lange auf Mallorca zu bleiben, und ihnen vorerst erzählen, Janna-Bertas Eltern und Brüder würden derzeit noch, abgeschirmt von der Außenwelt, in Spezialkliniken behandelt. Nachdem sie sich einigermaßen erholt hat, kann Janna-Berta das Krankenhaus verlassen und wird von Helga mit nach Hamburg genommen. Das von der Reaktorkatastrophe betroffene und evakuierte Gebiet wurde in drei Sperrzonen eingeteilt – die innerste rund um den Reaktor ist auf unabsehbare Zeit verseucht, die daran anschließende Zone 2 muss für Jahrzehnte gesperrt bleiben. Lediglich die Bewohner der Sperrzone 3 (zu der Janna-Bertas Heimatort Schlitz gehört) werden wohl nach einigen Monaten wieder zurückkehren dürfen.
Außerhalb des Krankenhauses erfährt sie unmittelbar von den indirekten Folgen des Unglücks, die sie zuvor nur aus dem Fernsehen kannte: Die Preise für nicht verstrahlte, importierte Lebensmittel sind extrem gestiegen und die Wirtschaft liegt am Boden; die aus dem verseuchten Gebiet evakuierten Menschen müssen teilweise mit Zwang in Privatwohnungen untergebracht werden, viele aber leben in Notunterkünften. Vor allem wird sie damit konfrontiert, dass die am Haarausfall erkennbaren, offensichtlich verstrahlten Personen gemieden werden und niemand gerne mit ihnen zu tun hat.
Das Verhältnis zwischen Janna-Berta und ihrer Tante wird bald immer schwieriger, da Helga von Janna-Berta Disziplin einfordert und wenig Verständnis für die Wünsche ihrer Nichte zeigt. Wie auch andere Verwandte, die ebenfalls bei ihr untergekommen sind, will sie möglichst schnell wieder zur Normalität übergehen; statt sich um die Trauer des Mädchens zu kümmern, sorgt sie sich um ihre Schulnoten. Durch Zufall trifft Janna-Berta Elmar, einen ehemaligen Klassenkameraden, der gleichfalls von der Katastrophe betroffen ist: Er hat nicht nur seine Haare, sondern auch seinen Lebensmut verloren, die aufkeimende Freundschaft zwischen den beiden findet ein jähes Ende – Elmar nimmt sich das Leben.
Nach einiger Zeit bei Helga wird Janna-Berta von Almut, der jüngsten Schwester ihrer Mutter, die am Katastrophentag noch in Schlitz angerufen hatte, besucht. Sie war Lehrerin und zum Zeitpunkt des Unglücks schwanger. Auch wenn sie und ihr Mann keine direkten Strahlenschäden zu haben scheinen, haben sie sich auf dringendes Anraten der Ärzte zu einer Abtreibung entschlossen. Auch erzählt sie Janna-Berta eine schockierende Geschichte, die die Regierung zunächst verheimlicht hat und die aber dennoch bekannt wurde: Am Morgen des Katastrophentages wurde die innerste Sperrzone 1 um den Reaktor durch das Militär in Schutzanzügen abgesperrt. Wer das Gebiet verlassen wollte, wurde erschossen, weil die Menschen dort so stark verstrahlt waren, dass sie eine Gefahr für andere gewesen wären, und sowieso keine Überlebenschance gehabt hätten. Vermutlich gehörte auch Jannas Vater zu diesen Personen.
Kurz danach verlässt Janna-Berta Hamburg und zieht zu Almut, ihrem Mann und dessen Vater nach Wiesbaden. Trotz der engen Wohnung fühlt sich Janna-Berta bei den gleichfalls von der Katastrophe betroffenen Verwandten wohl, auch wenn sich die Wohnverhältnisse noch nicht einmal bessern als sie in ein eigenes kleines Haus umziehen können: Almut und Reinhard haben zwei kleine Mädchen aufgenommen, Töchter einer Kollegin von Almut, die an Leukämie, ausgelöst durch die Strahlung, verstorben ist. Da die Oma der beiden Kinder, die von allen „Großmutter“ genannt wird, ganz alleine wäre, kommt sie kurzerhand mit und wird ebenfalls in die Familie integriert.
Während die Tante in Hamburg immer versucht hat, die kahlköpfige Janna-Berta zum Tragen einer Mütze zu bewegen, sieht sich Almut selbst auch als Hibakusha (in Anlehnung an die Überlebenden der Atombombenabwürfe auf Hiroshima und Nagasaki) und setzt sich für die anderen Strahlengeschädigten ein. Janna-Berta hilft ihr dabei. Auf einer Veranstaltung der Katastrophenopfer trifft Janna-Berta einige ehemalige Schulkameraden und Nachbarn aus Schlitz. Sie erfährt, dass mehrere Klassenkameraden verstorben sind und viele Schlitzer nicht mehr in den Ort zurückkehren wollen, wenn die Sperrung des Gebiets aufgehoben wird. Janna-Berta trifft dort auch auf Lars, einen jungen Mann aus Schlitz, der sie am Katastrophentag im Auto mitgenommen hatte. Er gerät in einen heftigen Streit mit seinen Eltern, früher eifrigen Befürwortern der Atomkraft, die in Janna-Bertas Gegenwart nur über ihren materiellen Schaden klagen und nicht daran denken, dass Janna-Berta durch den Tod fast ihrer gesamten Familie viel härter getroffen ist.
Als die Sperrzone 3, in der Janna-Bertas Heimatort liegt, für die Rückkehr freigegeben wird, sehen Janna-Bertas Verwandte dies kritisch; sie können nicht verstehen, warum man unbedingt wieder dorthin will, da die Strahlung noch auf Jahre deutlich erhöht sein wird. Nur die „Großmutter“ hat Verständnis: Sie stammt aus Ostpreußen und kennt das Heimweh nur zu gut. Daher ist sie auch die einzige, von der Janna-Berta sich verabschiedet, als sie morgens früh aufbricht, um nach Schlitz zu fahren. Zuerst begibt sie sich zu dem Rapsfeld, wo sie auf der Flucht mit dem Fahrrad ihren verunglückten Bruder zurücklassen musste. Sie sucht und findet seine sterblichen Überreste und begräbt ihn. Im Haus ihrer Familie angekommen, findet das Mädchen ihre soeben von Mallorca heimgekommenen, noch ahnungslosen Großeltern vor und verbirgt, um die Wiedersehensfreude nicht zu trüben, vorerst ihren Kahlkopf unter einer Mütze. Doch als sich der Großvater gleich darauf über die „unnötige Aufregung“ wegen dieses „Großkatastrophenmärchens“ auslässt, nimmt sie die Mütze ab und beginnt die ganze schreckliche Wahrheit zu erzählen.

## Einordnung in das Werk der Autorin
Das aus dem Geist der Anti-AKW-Bewegung entstandene Buch möchte Jugendliche auf die Probleme und Gefahren der Kernenergie hinweisen. Die Autorin vergleicht dabei in ihrem Vorwort die Atomenergie mit den Gefahren des Nationalsozialismus, fordert zum Widerstand gegen die „Atommafia“ auf und warnt vor einem „Ökozid“ der Gesellschaft.
Ein ähnliches Jugendbuch der Autorin ist Die letzten Kinder von Schewenborn mit dem düsteren Gefahrenbild eines Kernwaffen-Krieges. Beide Bücher verwenden den Ort Schlitz, den damaligen Wohnort Pausewangs, als reales Vorbild.

## Rezeption
Die Wolke erschien im Februar 1987. Bis September 1988 wurden 50.000 Exemplare verkauft. Im Jahr 2010 erreichte die verkaufte Auflage 1,5 Millionen und der Roman war zur Schullektüre geworden. In ihrer Rezension von 1987 sprach Ute Blaich von einer „Schrecken erzeugenden Offenheit der Autorin“ und urteilte: „Pausewangs Roman ist der engagierte, mutige Versuch, Abschied von falschen Träumen, von Illusionen zu nehmen. Sie beschwört das Bild der Katastrophe als heilsamen Schock für eine Umkehr.“ 18 Jahre später rezensierte Ralf Husemann anlässlich der Aufnahme in die SZ Junge Bibliothek das Buch neu, „das beileibe nicht nur aus Tod und Verderben besteht, sondern auch die zwischenmenschlichen Beziehungen und die Charaktere überzeugend und anrührend beschreibt. Es ist bis zum Schluss spannend und lässt – trotz allem – auch der Hoffnung noch eine Chance.“ Alwin Binder kritisierte hingegen die literarische Vermittlung des Themas: „Das ganze Buch ist – sieht man vom Ernst seines Themas ab – ein Machwerk, in dem der Erzähler versucht, mit den trivialsten Erzählmustern das Ungeheuerliche durch Nervenkitzel unter die Haut zu bringen.“
Im April 1988 wurde Die Wolke von einer unabhängigen Jury als „literarisch gelungen“ für den Deutschen Jugendliteraturpreis vorgeschlagen. Der Preis wurde vom damaligen Bundesministerium für Jugend, Familie, Frauen und Gesundheit gestiftet und traditionell vom zuständigen Minister verliehen. Gegen die Prämierung des atomkraftkritischen Buches regte sich allerdings Widerstand in der regierenden CDU, und erst nach langen öffentlichen Debatten, in denen sich unter anderem Walter Jens, Peter Härtling und die Jury-Vorsitzende Bettina Hurrelmann für die Auszeichnung einsetzten, verlieh Rita Süssmuth den Preis gegen den Willen der eigenen Partei.
Durch die Nuklearkatastrophe von Fukushima erreichte Die Wolke im März 2011 erneut die Bestsellerlisten. Tilman Spreckelsen beschrieb im Rückblick auf seine Jugend in Westdeutschland: „Kaum ein Buch ist so tief im kollektiven Gedächtnis der heute Zwanzig- bis Fünfundvierzigjährigen verankert wie dieses.“ Für Judith Liere war es ein „Schocker-Roman“, der den Zeitgeist widerspiegelte und die jugendlichen Leser traumatisiert hätte. Laut Ulli Tückmantel „konservierte und steigerte Gudrun Pausewang“ die Angst nach der Katastrophe von Tschernobyl. In ihrem Buch gebe „es nichts zu lachen, es gibt richtig und falsch.“ Für Johannes Boie hat jedenfalls „die moralinversäuerte Wolke […] seit ihrem Erscheinungsjahr 1987 genügend Schülern Geistesleben und Träume verseucht“.
Als 2015 das Kernkraftwerk Grafenrheinfeld stillgelegt wurde, verglich Hannes Vollmuth Gudrun Pausewang mit einem „Don Quijote, der statt gegen Windmühlen gegen Atomkraftwerke antrat“ und letztendlich ihren Gegner kapitulieren sehe. Ihre „Lebensleistung“ sei eine „Überlebensleistung: Mit 87 Jahren hat sie eine Technologie überstanden, die eigentlich für die Ewigkeit gedacht war.“

## Preise
- Deutscher Science-Fiction-Preis 1988
- Deutscher Jugendliteraturpreis 1988
- Kurd-Laßwitz-Preis 1988

## Verfilmung
Das Buch wurde 2006 unter der Regie von Gregor Schnitzler im Stile eines Katastrophenfilms adaptiert. Die Verfilmung zeigt zu Beginn ebenfalls die aufkommende Panik, konzentriert sich aber später hauptsächlich auf die Beziehung der beiden Hauptcharaktere Elmar (gespielt von Franz Dinda) und Hannah (gespielt von Paula Kalenberg). Im Film trägt das Kernkraftwerk den fiktiven Namen Atomkraftwerk Markt Ebersberg.

## Comic
Eine Comic-Adaption des Werkes von der deutschen Comiczeichnerin Anike Hage erschien 2008 beim Ravensburger Verlag.

## Vertonung
Das Buch wurde auch als Hörbuch und als Hörspiel vertont, beide Fassungen sind gekürzt und weichen von der Buchvorlage teilweise ab.
- Die Wolke. gekürzte Lesung, ca. 138 Min., Hörbuch Hamburg, 2011, ISBN 978-3-86742-690-9.
- Die Wolke. Hörspiel, ca. 48 Min., Der Audio Verlag, 2012, ISBN 978-3-86231-130-9.

## Buchausgaben
- Gudrun Pausewang: Die Wolke, Maier, Ravensburg 1987 (Erstausgabe), ISBN 3-473-35086-9; Ravensburger Taschenbuch 2006, ISBN 978-3-473-58240-2; Jubiläumsausgabe 2012, ISBN 978-3-473-54401-1.